# Sionismo cristiano

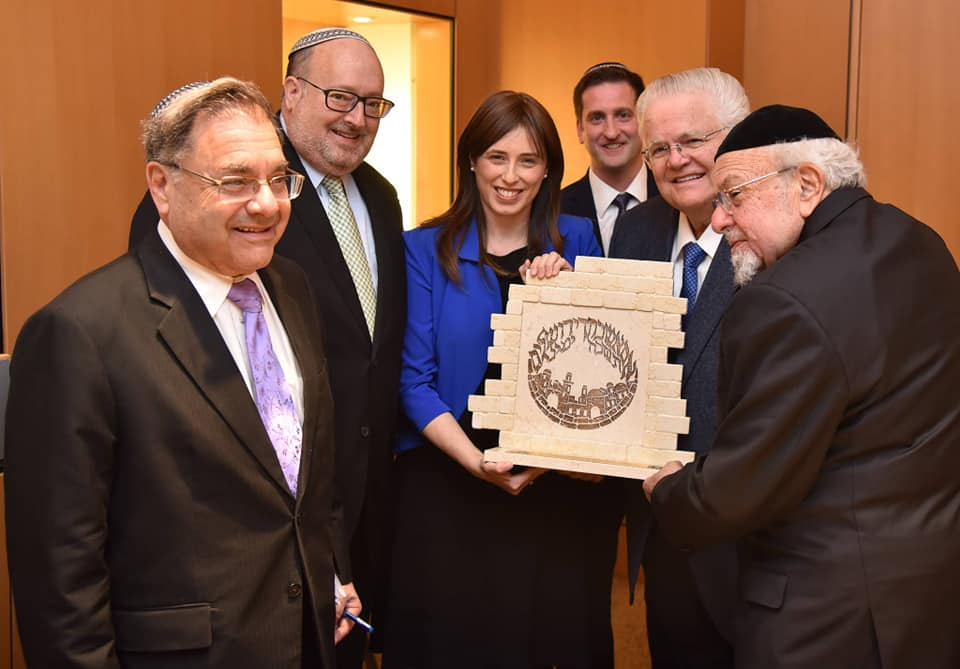
Pastor sionista cristiano John Hagee con el rabino Shlomo Riskin y la viceministra de Asuntos Exteriores de Israel Tzipi Hotovely en noviembre de 2018.

El sionismo cristiano, es un movimiento surgido en el seno del cristianismo estadounidense principalmente evangélico, pero no circunscrito únicamente a esta denominación, que apoya la idea de un hogar nacional común para los judíos desde antes de 1948 y continúa apoyando la existencia del estado sionista de Israel hasta la fecha. Los evangélicos latinoamericanos también tienden a seguir el sionismo cristiano y ser partidarios del estado de Israel, apoyando sus políticas y el traslado de las embajadas de sus países a la ciudad santa de Jerusalén.
El sionismo cristiano es la creencia entre algunos creyentes cristianos de que el retorno del pueblo judío a Tierra Santa y el establecimiento del estado de Israel en 1948, fueron el cumplimiento de una profecía bíblica. El término empezó a ser usado a mediados del siglo XX, reemplazando al restauracionismo cristiano. El catolicismo tradicionalmente no prestó mucha atención al sionismo, pero el apoyo cristiano a dicho movimiento creció entre la comunidad protestante.
Algunos cristianos sionistas creen que el regreso de los judíos a Eretz Israel, es un requisito para la segunda venida de Jesús. La idea es habitual entre los protestantes, desde los tiempos de la reforma protestante, algunos cristianos evangélicos han apoyado activamente el regreso de los judíos a la Tierra de Israel, junto con la idea de que los judíos deben de convertirse al cristianismo para dar cumplimiento a la profecía bíblica.

## Principios teológicos
Las convicciones que sustentan este movimiento son consecuencia del resurgimiento del método de interpretación literal, en contraposición al método alegórico aplicado a la hermenéutica bíblica que había sido defendido desde los tiempos de Clemente de Alejandría y su discípulo Orígenes (Pentecost, 1984). Tras siglos de dominación del método alegórico en el pensamiento cristiano, la reforma impuso que la Escritura debía entenderse bajo principios de interpretación textual similares a lo que se habían popularizado en el renacimiento, además de aplicar el principio de superioridad de la Biblia por encima de los dogmas eclesiásticos o la tradición apostólica, así se utilizó el axioma La Escritura se interpreta por la Escritura misma (Abreu, S/A).
En consecuencia del mencionado cambio de método, la espiritualización de la escritura quedó limitada solo a aquellos casos donde ella misma refiere un simbolismo espiritual, de manera que aquellos pasajes de la escritura que representaban promesas específicas para la nación de Israel, definida como la descendencia de Abraham, Isaac y Jacob, dejaron de ser aplicados a la Iglesia como Israel espiritual y comenzaron a ser aplicados nuevamente al pueblo, terrenal y físicamente conocido como Israelita o a lo que fundamentalmente sobrevive del mismo, generalmente identificado como la nación judía. Igualmente, dicha nación judía, tendría una conexión basada en la Biblia, ya no a una tierra prometida espiritual o celestial, sino al territorio antes conocido como Canaán, luego Reino de Israel, posteriormente Judea y Samaria y que se dio a conocer como Palestina tras la invasión romana que tuvo lugar debido a la segunda sublevación judía (132-135 d. C.) con la que el imperio optó por tratar de borrar la relación del pueblo judío con algún territorio del orbe (Cohn-Sherbok, 2003).
Dicha interpretación daría por terminada, para los partidarios del sionismo cristiano, la doctrina del supersesionismo que plantea que la Iglesia  Cristiana descrita en el Nuevo Testamento, reemplaza, representa, o se apropia  del lugar que antes tuvo  la nación de Israel en el plan divino (Benware, 2010)., ya que de acuerdo a la pauta literalista, las promesas bíblicas dirigidas a Israel, se refieren a esta nación literalmente y solo aquellas dirigidas a la iglesia se refieren a ella. Ello deviene en un principio de división étnica o de identidad, según el cual Dios tendría propósitos específicos con el pueblo judío que difieren de su trato con la Iglesia como un todo, donde resalta particularmente, la promesa incondicional de poseer la tierra de Israel. En otras palabras, la iglesia cristiana no puede en ningún caso ser lo mismo que la nación de Israel, especialmente antes del retorno de Jesucristo, y que las promesas que Dios le hizo a Israel como nación fuerte, literalmente no caducan durante la existencia de la Tierra.
Por otra parte, según Stephen Sizer, (2004), el moderno sionismo cristiano se encuentra relacionado con la noción de dispensacionalismo, la cual representa, según Paul Benware (2010) una economía distinguible en el ejercicio del propósito de Dios, en otras palabras, según esta perspectiva; la historia humana ha atravesado una serie de "mayordomías" o períodos administrativos de trato divino que culminarán en la Segunda Venida de Jesucristo. Las mencionadas mayordomías, también conocidas como "dispensaciones" tendrían una duración y unos términos de relación entre Dios y el Hombre que son diferentes, cuya cantidad exacta se encuentra sujeta a diversas opiniones. (La mayoría de los dispensacionalistas reconoce siete mayordomías, de las cuales se habrían cumplido seis, restando solo la última.[cita requerida])
La postura dispensacionalista, considera que la última mayordomía representa el cumplimiento final de las promesas hechas a Israel, por lo tanto le otorga un papel trascendental a la nación judía en los acontecimientos inmediatamente anteriores a la segunda venida de Cristo y un rol especial durante el milenio subsecuente a esa venida (Pentecost, 1984). En consecuencia, los partidarios del Sionismo Cristiano, ven en el renacimiento de la nación de Israel como un estado moderno y ubicado las tierras ancestrales añoradas por los judíos, un evento de proporciones proféticas y una señal que anuncia el pronto regreso del Salvador. (Hayford, 2011)

## La centralidad de Israel para los sionistas cristianos

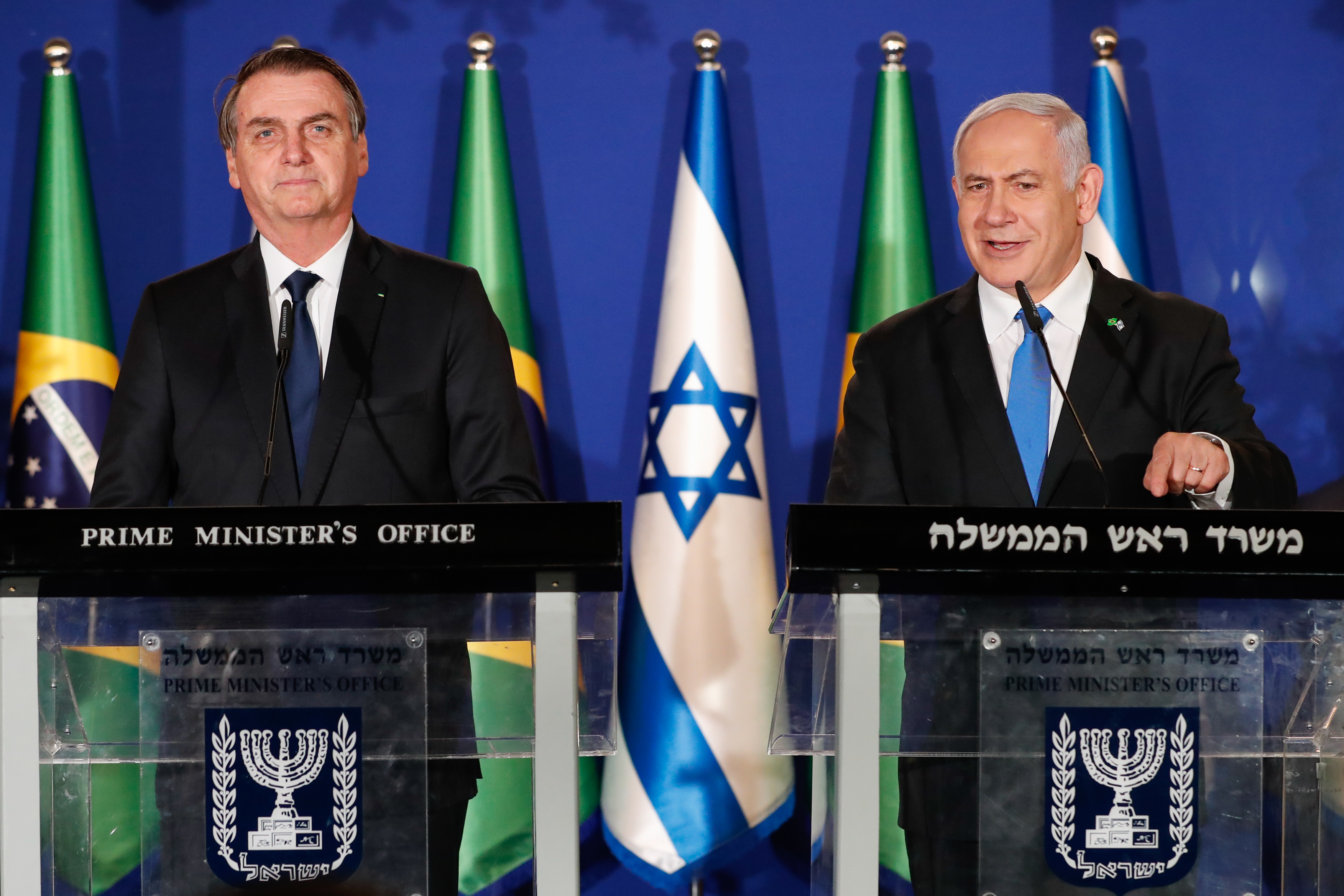
El presidente brasileño Jair Bolsonaro con el primer ministro israelí Benjamín Netanyahu en Tel Aviv.

Según Sizer (2004), que es un autor con una postura altamente crítica hacia el sionismo cristiano, este proclama no solamente que todo acto ejecutado por Israel está orquestado por Dios y debería ser condonado, apoyado e incluso ensalzado por todos, sino que los judíos liderarán el proceso ya que ello hará recaer la bendición divina sobre todo el mundo en la medida en que los países reconozcan y respondan a lo que Dios obre en y a través de Israel.
Sin embargo, la mayoría de los sionistas cristianos, no consideran que todas las acciones de Israel como nación terrenal actual sean correctas, sobre todo considerando las quejas planteadas por los cristianos sobre el rechazo mayoritario que persiste en el estado judío hacia el proselitismo y la existencia de los grupos judíos mesiánicos, los cuales no son reconocidos como judíos por los judíos ortodoxos, debido a su creencia en Yeshúa (Cristo salvador) como el Mesías. Los judíos mesiánicos son una rama del cristianismo evangélico, los mesiánicos son cristianos sionistas y apoyan totalmente al estado sionista de Israel.
Lo dicho puede corroborarse tomando como ejemplo las iniciativas del partido judío ultraortodoxo Shas para penalizar la labor de predicación de los misioneros (Sela, 2007) así como las diatribas legales a las que se han visto sometidos los judíos mesiánicos en Israel.
Sizer define el sionismo cristiano sobre la base de siete postulados:
1. Hermenéutica literal.
2. Los judíos son el pueblo elegido de Dios.
3. Los judíos tienen un derecho que ha sido otorgado por Dios para vivir en la Tierra de Israel.
4. Jerusalén es la capital eterna e indivisible del estado de Israel.
5. El sagrado Templo de Jerusalén será reconstruido.
6. Los cristianos y los judíos mesiánicos que aceptan a Yeshúa como señor y salvador son el pueblo de Dios.
7. El Apocalipsis llegará en la gran batalla de Armagedón, pero los cristianos que apoyen a Israel sobrevivirán.

Este movimiento religioso hunde sus raíces en la Reforma protestante, en cuyo seno la Santa Biblia fue enseñada dentro de un contexto histórico contemporáneo, atribuyéndole un significado literal. La escatología puritana, que llegó a ser la dominante en el protestantismo estadounidense ya para finales del siglo XVII (piénsese en Jonathan Edwards y Cotton Mathers), asumió un carácter postmilenarista, enseñando que la conversión de los judíos traería consigo la bendición futura para toda la humanidad.
En el Reino Unido, donde el dispensacionalismo maduró, el sionismo cristiano produjo figuras tan influyentes como Lord Shaftesbury, Lord Arthur Balfour y David Lloyd George. La reina Victoria del Reino Unido asumió el título de "protectora de los judíos". Lord Balfour trabajó estrechamente con el líder sionista Jaim Weizmann (que llegaría a ser el primer presidente del estado sionista de Israel) para redactar lo que se conocería como la Declaración Balfour, considerada como la primera gran declaración de apoyo al sionismo internacional, realizada por una potencia mundial, dicha declaración proclama que:

El Gobierno de Su Majestad contempla favorablemente el establecimiento en Palestina de un Hogar Nacional para el pueblo judío, y empleará sus mejores empeños para facilitar el logro de dicho objetivo, dejando claro que nada se hará que pueda perjudicar los derechos civiles y religiosos de las comunidades no-judías ya existentes en Palestina.

En una fecha tan temprana como esa, los sionistas cristianos privilegiaron los derechos de los judíos sobre los legítimos derechos del pueblo palestino, en realidad, ignoraron completamente los derechos de los habitantes nativos.

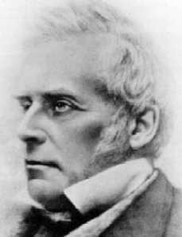
John Nelson Darby

Aunque el sionismo cristiano cuenta con reductos de poder en otros lugares; en Holanda y Escandinavia, por ejemplo, así como entre muchos sionistas de los países del Tercer mundo, su centro real lo constituye sin duda Estados Unidos, a donde fue llevado desde Inglaterra a mediados del siglo XIX por John Nelson Darby, un personaje descrito por Sizer como "el padre del Dispensacionalismo" y que hizo de la idea de un estado de Israel renacido la piedra angular de su teología apocalíptica. Darby, dice Sizer; 

ha ejercido probablemente mayor influencia en el pensamiento apocalíptico [end-time thinking] que ninguna otra figura en los dos últimos siglos (aunque rivaliza con él la serie "Left Behind", de Hal Lindsey y Tim LaHaye) ambos autores fueron influidos por él. A falta de un poderoso movimiento sionista, el sionismo cristiano estadounidense surgió de la confluencia de estas complejas asociaciones de evangelistas, premilenaristas, dispensacionalistas, milenaristas y protofundamentalistas. Los sionistas cristianos ya no esperaban que el arrepentimiento nacional judío precediera a la restauración; podían aguardar hasta después de la Parusía, la segunda venida de Cristo y el reino milenario.

Darby predicaba que Dios tiene dos pueblos distintos y separados: la Iglesia —su pueblo divino— y los judíos —su pueblo terrenal. Aunque ambos funcionan como una unidad, en realidad, tal como ya indicamos, los judíos asumen un papel de liderazgo a través del pueblo de Israel. Por el contrario, los dispensacionalistas ven dos tipos muy distintos de dispensa al final de los tiempos. Mientras que los cristianos disfrutan de la Segunda Venida y la salvación del Milenio, sus aliados, los judíos, padecen un destino muy diferente: en el Armagedón dos tercios de los judíos mueren y el tercio restante se convierte al cristianismo, condición necesaria para la Segunda Venida. El dispensacionalismo es una teología poco amistosa para los judíos. A pesar de ello, las tres principales clases de dispensacionalismo: El apocalíptico (preocupado por el fin de los tiempos), el mesiánico (con organizaciones como Judíos para Jesús) y el político (empleando medios políticos para defender y bendecir al estado de Israel) comparten los mismos postulados: Un compromiso con la literalidad bíblica, una escatología futurista y la Reunión de Israel.
Varios dispensacionalistas han jugado un papel básico en la definición del moderno sionismo cristiano. William E. Blackstone, que predicaba que los judíos gozaban de un derecho bíblico sobre Palestina y pronto serían devueltos a esa tierra, apoyó económicamente a Darby y trabajó estrechamente con Louis Brandeis, el miembro judío de la Corte Suprema, un pionero y líder sionista estadounidense que en cierta ocasión proclamó: "Tú [Blackstone] eres el padre del sionismo puesto que tu trabajo precede al de Herzl". Cyrus Scofield, cuya Biblia anotada de Scofield, publicada en 1918, ha sido descrita como "la Biblia del fundamentalismo cristiano estadounidense", jugó un papel clave en la fundación del Seminario Teológico de Dallas, en Texas, el principal brazo académico del dispensacionalismo bíblico (donde Lindsay predicaba).
La declaración de independencia de Israel en 1948, y su arrolladora victoria en la guerra de los Seis Días en 1967, fueron premonitorias del Armagedón, pusieron en acción a los sionistas cristianos, pero solamente con la elección en 1976 del presidente Jimmy Carter, un "cristiano renacido", que coincidió con la elección en 1977 del judío Menájem Beguín como Primer ministro de Israel, comenzaron a fusionarse verdaderamente en serio como una fuerza política organizada dentro del sistema político estadounidense, una tendencia que quedó consolidada con la elección de Ronald Reagan y por la emergencia de la "Mayoría Moral" de Jerry Falwell. No solamente el Grupo de presión sionista en Estados Unidos tenía un campeón en la Casa Blanca, sino que sionistas cristianos, incluidos el fiscal general Ed Meese, el secretario de defensa Casper, el secretario de interior James Watt, y desde luego, el propio Reagan, accedieron por primera vez al poder político. Lindsay, Pat Roberson y Falwell, que en 1982 fue invitado por Reagan a dar una charla ante el Consejo Nacional de Seguridad, obtuvieron un acceso formal con los líderes y gestores políticos estadounidenses.
Actualmente, Jerry Falwell, que llama al cinturón de la Biblia estadounidense el "Cinturón de Seguridad" de Israel, calcula que existen 70 millones de sionistas cristianos, y 80 000 pastores sionistas, cuyas ideas son diseminadas por 1000 emisoras cristianas de radio y 100 cadenas cristianas de televisión. Los cristianos sionistas constituyen una facción dominante dentro del Partido Republicano de los Estados Unidos, y representan a una cuarta parte de los votantes del presidente Donald Trump.
Por su parte, los evangélicos de Brasil han mostrado su apoyo a la misma causa. La esposa evangélica del presidente Jair Bolsonaro y la anterior primera dama del país, Michelle Bolsonaro, mostró públicamente su apoyo a Israel.
A su vez, agrupaciones políticas latinoamericanas de carácter evangélico se han sumado a las manifestaciones de apoyo al estado hebreo en instituciones públicas, mostrando su bandera, como el caso del Partido Social Cristiano en Chile.